# 長尾管蚜蠅
長尾管蚜蠅（學名：Eristalis tenax），也称尾蛆蝇，是食蚜蝇科的一種雙翅目昆蟲。

## 分佈
本物種為食蚜蝇科各物種當中分佈最廣泛的一種，棲息於除南極洲以外所有地區。

## 型態描述
腹部色斑多樣，以淺色者為主。成虫形似雌蜂。其蛆全身乳白色，体短，圆柱形，末端有类似于鼠尾的长尾，故名“鼠尾蛆”。

## 外部連結
- External images （页面存档备份，存于）
- Drone fly （页面存档备份，存于） on the University of Florida / Institute of Food and Agricultural Sciences Featured Creatures website